# Boopis multicaulis
Boopis multicaulis är en calyceraväxtart som beskrevs av Rodolfo Amando Philippi. Boopis multicaulis ingår i släktet Boopis och familjen calyceraväxter. Inga underarter finns listade i Catalogue of Life.